# Relieve tabular

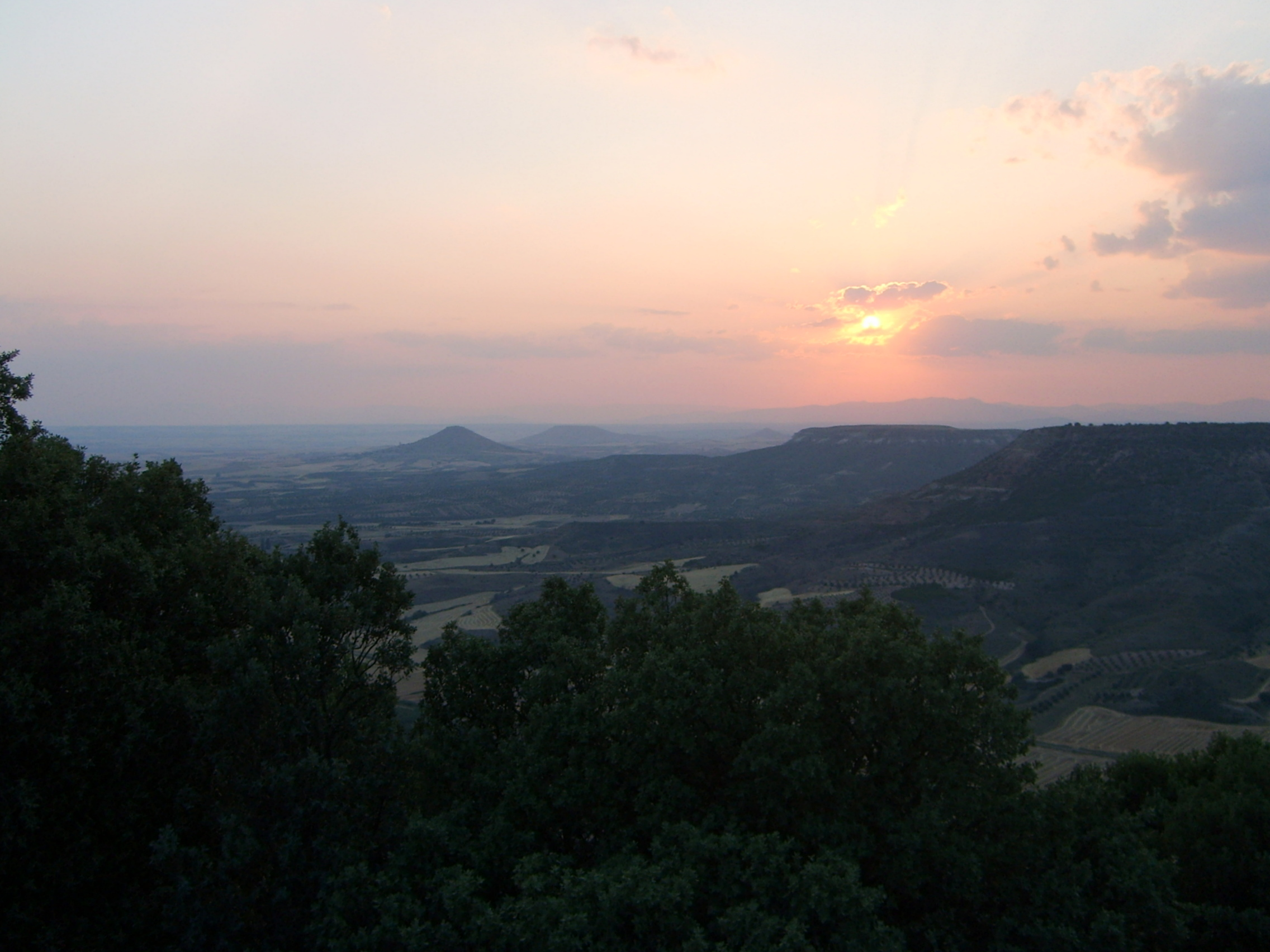
Relieve tabular en La Alcarria (España) en el que se aprecian el páramo, el glacis, la campiña y los cerros testigo.

El relieve tabular es una forma orográfica resultante de la erosión diferencial de estratos horizontales, tabulares, con estratos más competentes, más resistentes a la erosión, situados en la parte más alta. Se construye sobre rocas sedimentarias que no han sido sometidas a esfuerzos tectónicos.
Se encuentra ubicado en cuencas sedimentarias con la suficiente amplitud para permitir la distribución horizontal de las capas de sedimentos. Aparece una cierta variedad litológica con distintos comportamientos ante los agentes erosivos, como calizas, arcillas y margas, principalmente.
La forma más simple es la superficie estructural o plano exhumado, formada por el afloramiento de una capa resistente de calizas y de topografía plana. Normalmente el plano exhumado no es el último en depositarse, ya que la erosión ha podido desmantelar varias capas superiores. Es posible, pues, encontrar varios niveles de superficies estructurales derivadas.
La red hidrográfica drena el terreno, aislando las diversas superficies estructurales. Se forman así los valles de cornisa, los páramos, las mesas y los cerros testigo, también llamados oteros o muelas. Los valles de cornisa son aquellos que han labrado los ríos cortando la superficie estructural. Páramos, mesas y cerros testigo son restos de la superficie estructural que han quedado aisladas por los valles de cornisa.
La capa subyacente a la superficie estructural contiene materiales menos resistentes a los agentes erosivos. Su afloramiento presenta formas llanas levemente onduladas y labradas únicamente sobre margas y arcillas. Es lo que se conoce como campiña.
En el contacto entre la superficie estructural y la campiña se distinguen el escarpe o cornisa y el glacis, piedemonte o talud. El escarpe es la parte del frente de la capa dura de caliza que presenta una ruptura de pendiente abrupta y vertical. Por su parte, el glacis es una pendiente más o menos suave que pone en contacto la superficie estructural superior con otra derivada y formado por los materiales más blandos (margas o arcillas). Esta zona de contacto puede ser bien rocosa (glacis de erosión), bien detrítica (glacis de acumulación), bien mixta. Los glacis de erosión muestra en su arranque una separación nítida con las laderas del relieve (knick). Los glacis de acumulación enlazan con el relieve sin grandes rupturas de pendiente. Los glacis mixtos presenta roca viva en la parte superior y acumulación de detritos en la parte inferior. 
Entre la superficie estructural superior y la inferior puede haber varias capas derivadas. En ese caso el talud presenta rupturas, correspondientes a cada capa dura, llamadas hombreras estructurales, en las que a manera de escalera se encuentra la estructura de cornisa-glacis.
Cuando la erosión ha desmantelado todas las capas sedimentarias vuelve a aparecer el sustrato cristalino. En ese caso pueden quedar aislados residuos de los materiales sedimentarios formando cerros testigo.